# Milford, Pennsylvania
Milford là một thị trấn thuộc quận Pike, tiểu bang Pennsylvania, Hoa Kỳ. Năm 2010, dân số của thị trấn này là 1021 người.